# جوزف کمبل
جوزف جان کمبل (به انگلیسی: Joseph Campbell John) (زاده ۱۹۰۴ نیویورک – درگذشته ۱۹۸۷ هونولولو) اسطوره‌شناس آمریکایی، استاد ادبیات در کالج سارالارنس نیویورک و تخصص او اسطوره‌شناسی تطبیقی و دین‌شناسی تطبیقی بود. کارهای او شامل وجوه متعدد تجربه انسانی است. مشهورترین اثر او کتاب قهرمان هزار چهره (سفر قهرمان) (۱۹۴۹) است که در آن از نظریه خود درخصوص سفر کهن‌الگووار قهرمان که در بسیاری از اسطوره‌های جهان مشترک است بحث می‌کند. وی این الگوی مشترک در اساطیر جهان را تک‌اسطوره (monomyth) می‌نامد.
از زمان‌ انتشار کتاب وی تحت عنوان قهرمان هزار چهره، نظریه‌های کمبل توسط طیف وسیعی از هنرمندان و نویسندگان مدرن مورد استفاده قرار گرفته است. جهان‌بینی وی را، همانطور که خود او اظهار داشته، می‌توان در جمله به یاد ماندنی او «به دنبال سعادت خویش باش» (Follow your bliss) خلاصه کرد.
دیدگاه‌های جوزف کمبل بر روی تفکر معاصر هنر و علوم اجتماعی غرب بسیار اثرگذار بوده. به‌طور نمونه، جرج لوکاس دیدگاه‌های فلسفی سری فیلم‌های جنگ ستارگان را مدیون او دانسته‌است.

## زندگی‌نامه
جوزف کمپبل در وایت پلینز، نیویورک به دنیا آمد. پسر ژوزفین (موسوم به لینچ) و چارلز ویلیام کمپبل. او از یک خانواده کاتولیک ایرلندی-مرفه بود. در طول دوران کودکی خود را، او با خانواده اش به نزدیک راشل، نیویورک نقل مکان کرد. در سال ۱۹۲۱ کمپبل از مدرسه کانتربری در نیو میلفورد، کانکتیکات فارغ‌التحصیل شد.
در حالی که در کالج دارتموث به مطالعه زیست‌شناسی و ریاضیات می‌پرداخت اما به این نتیجه رسید که علوم انسانی را ترجیح دهد. او به دانشگاه کلمبیا رفت، جایی که او کارشناس ادبیات انگلیسی در سال ۱۹۲۵ و کارشناسی ارشد در ادبیات قرون وسطی در سال ۱۹۲۷ دریافت کرد. وِی ورزشکار نیز بود، او موفق به دریافت جایزه در دو و میدانی حوادث، و، برای یک زمان، در میان سریع‌ترین دونده نیم مایل در جهان بود. او در سال ۱۹۸۷ درگذشت.

## آثار ترجمه‌شده به فارسی
قهرمان هزار چهره، مترجم: شادی خسروپناه، انتشارات: گل آفتاب
قدرت اسطوره، مترجم:عباس مخبر، انتشارات: مرکز
سفر قهرمان، مترجم: عباس مخبر، انتشارات: مرکز
زندگی در سایه اساطیر، مترجم: هادی شاهی، انتشارات: دوستان
تو آن هستی، مترجم: مینا غرویان، انتشارات: دوستان
الهه‌ها، مترجم:عباس مخبر، انتشارات: مرکز

## آثار تالیفی به فارسی در باب جوزف کمبل
اسطوره و اسطوره‌شناسی نزد جوزف کمبل، نویسنده: بهمن نامور مطلق، بهروز عوض‌پور